# Wierchniaja Kamyszewka
Wierchniaja Kamyszewka (ros. Верхняя Камышевка) – chutor w zachodniej Rosji, w sielsowiecie kitajewskim rejonu miedwieńskiego w obwodzie kurskim.

## Geografia
Miejscowość położona jest 1 km od centrum administracyjnego sielsowietu (2-ja Kitajewka), 17 km na północny wschód od centrum administracyjnego rejonu (Miedwienka), 27,5 km na południowy wschód od Kurska, 16,5 km od drogi magistralnej (federalnego znaczenia) M2 «Krym».
W chutorze znajduje się 26 posesji.
Klimat
Miejscowość, jak i cały rejon, znajduje się w strefie klimatu kontynentalnego z łagodnym ciepłym latem i równomiernie rozłożonymi opadami rocznymi (Dfb w klasyfikacji klimatów Köppena).

## Demografia
W 2010 r. chutor zamieszkiwało 37 osób.